# 바쿠만
《바쿠만》(영어: BAKUMAN,일본어: バクマン。)은 원작 오바 츠구미, 만화 오바타 타케시의 만화이다. 일본에서 주간 소년 점프 2008년 37·38 합병호부터 2012년 21·22 합병호까지 연재되었다. 한국에서는 〈코믹챔프〉 2008년 17호부터 2012년 12호까지 오경화 번역으로 연재되었다. NHK 교육 텔레비전을 통해 동명의 애니메이션이 2010년 1기, 2011년 2기가 방영되었으며 2012년 3기가 방영했다.

## 개요
〈주간 소년 점프〉 2008년 37·38 합병호에서 처음 연재되었다. 연재 개시호의 후기에 작가인 오바 타케시는 ‘비교적 수수한 내용이 될거라고 생각한다.’라는 글을 남겼다. 오바타 타케시가 ‘만화(マンガ)의 ‘만(マン)’을 제목에 넣고 싶다’ 라는 제안이 받아들여져 현재의 제목이 되었다. 각 화의 단위는 ‘○페이지’로 구분되며 부제는 ‘○○와 ○○’의 형식으로 붙는다.
현실 지향적
이 작품에서는 실제 일본의 만화 업계의 고유 명사가 실명 그대로 사용되고 있다. 작품 내에서 주인공들이 만화를 연재하는 잡지는 실제로 본 작품이 연재되고 있는 잡지인 집영사의 〈주간 소년 점프〉이며, 이에 연재 중인 작품 또한 《드래곤볼》, 《ONE PIECE》 등 많은 작품이 등장하고 있다. 이러한 실명은 같은 집영사 연재 작품에 머물지 않고, 《허리케인 죠》과 같은 다른 회사의 작품도 등장하고 있다. 또한 주간 소년 점프에서 활약했던 경력이 있는 만화가들의 이름도 등장한다. 주간 소년 점프 특유의 시스템인 ‘앙케이트 지상 주의’, ‘전속 계약 제도’에 대해서도 자세하게 설명하는 등, 현실의 〈주간 소년 점프〉를 충실히 따르고 있다.
등장하는 편집자의 이름 또한 ‘핫토리 아키라(핫토리 쟝=바티스트 아키라)’, ‘유지로(핫토리 유지로)’, ‘키무(김성규)’, ‘아이다(아이다 소이치)’, ‘나카노(나카노 히로유키)’, ‘요시다(요시다 코우지)’, ‘오오니시(오오니시 코우헤이)’, 부편집장인 ‘야하기(야하기 코우스케)’와 ‘헤이시(헤이시 요시히사)’, 편집장 ‘사사키(사사키 히사시)’ 등 현실의 〈주간 소년 점프〉 편집부를 모델로 하고 있다. 또한 현실의 ‘핫토리 유지로’도 작중의 유지로와 같은 아프로헤어를 하고 있다.
미디어 믹스
2010년 10월부터 NHK 교육 텔레비전에서 TV 애니메이션으로 방송되고 있다.
만화·에로틱스 F([[:ja:マンガ・エロティクス・エフ|マンガ・エロティクス・エフ]]) 및 후루야 우사마루와의 협력으로 등장인물들이 그린 만화를 오바타 타케시가 포스터 형태로 주간 소년 점프 증간호에 게재하는 등, 주간 소년 점프 내에서 이례적인 작품이 되었다.
기타
일본에서 발행된 단행본 제1권은 15만 부 이상의 판매량을 기록하며 오리콘 차트 등장 첫 주에 4위를 기록하였다.
타카라지마 사([[:ja:宝島社|宝島社]])에서 주최하는 〈이 만화가 대단해! 2010〉에서 남성 부문 1위를 기록하였다. 일본의 2010년 만화 대상에서는 3위를 기록했다.
일본에서 2009년 4월 17일에 방송된 〈사키요미쟝 BANG!〉이라는 프로그램에서 특집으로 다루어져 실제의 편집부나 편집자가 방영되었다.

## 줄거리
전체적인 배경은 일본의 사이타마현.
이전에 프로 만화가였던 마시로 노부히로(필명:카와구치 타로)의 조카인 마시로 모리타카는 같은 학교의 전교 1등인 타카기 아키토에게 만화가가 되자는 제안을 받는다. 이후 자신이 짝사랑하던 아즈키 미호에게 ‘자신(마시로)이 그린 만화가 애니메이션으로 만들어지고 아즈키 미호가 히로인 역의 성우를 하게 되면 결혼한다’ 라는 약속을 하고 만화를 그리기 시작한다. 마시로와 타카기는 첫 작품으로 '이 세상은 돈과 지혜'를 출품하게 된 것이 실력을 인정받게 되고, 이후 ‘아시로기 무토’란 필명으로 《가짜 탐정 TRAP》을 연재하기 시작하면서 본격적인 만화가의 길에 들어서게 된다.

## 등장인물

### 주인공
주인공인 2명은 아시로기 무토(亜城木夢叶)라는 필명으로 만화가로 활동하고 있다. 이 필명을 지은 것은 카야로, ‘아즈키와 마시로와 타카기의 꿈을 실현한다’라는 의미가 담겨져 있다. 후쿠다 신타를 주축으로 하는 친목 그룹에 속해 있다.
마시로 모리타카(真城最高)
성우: 아베 아츠시 / 엄상현
이 작품의 주인공. 만화의 그림을 담당한다. 애칭은 사이코(最高). 최초 등장했을 때는 중학교 3학년이었으며 만화의 첫 연재는 고등학교 2학년부터이다. 몸집이 작고, 남색이 비치는 머리카락을 하고 있다.
그림 실력은 높은 편이며, 이전에는 삼촌인 노부히로를 동경하고 만화가를 목표로 한 적도 있었지만 초등학교 6학년 때에 노부히로가 죽은 이후로 포기하고 있었다. 이후 중학생 때 타카기로부터 “함께 만화를 그려줘”라고 부탁받았을 때 처음에는 거절했지만, 짝사랑하던 아즈키가 만화의 애니메이션화에 성공하면 결혼한다는 약속을 받아주자 진지하게 만화가로의 길을 걷기 시작한다.
모바일 소설 등의 연애 묘사에는 별 반응을 나타내지 않지만, 정작 그 자신은 타카기에게 놀림받을 정도로 로맨티스트이다.
아즈키와의 약속을 빠르게 이루기 위해 작품의 연재화를 초조해 하는 특성이 있으며, 그 때문에 《가짜 탐정 TRAP》의 연재 중에 과로로 쓰러져 입원한다. 이때 ‘치료에 전념하라’라는 주위의 충고를 무시하며 고집을 부린 이후로, 편집부에서는 트러블 메이커라고 생각하는 사람도 있다.
작화 스타일은 진지한 느낌을 내는 작품에 더 높은 실력을 보인다. 반면에 스토리를 생각하는 것은 서투르기 때문에 타카기와의 콤비가 해체되었을 때에는 한 달에 1개의 네임도 만들지 못하였다.
타카기 아키토(高木秋人)
성우: 히노 사토시 / 김영선
이 작품의 또 한명의 주인공으로, 첫 등장시에 마시로와 같은 반이었다. 애칭은 슈진(秋人). 키가 크며, 갈색 머리에 검은 안경을 쓰고 있다. 최초 등장은 마시로와 같은 중학교 3학년 때이다. 음악을 좋아하고, 등장 시에도 헤드폰을 쓰고 있는 경우가 많다.
첫 등장 시에 전교 1등의 성적을 갖고 있었음에도 만화가가 되고 싶다는 꿈을 가지고 있었으며, 마시로가 그린 그림을 보고 만화가의 길을 설득하였다.
스토리 및 네임을 담당하고 있다. 하지만 작화는 서투르기 때문에 제대로된 네임은 마시로에게 정리를 부탁한다.
소년 만화의 왕도(《드래곤볼》이나 《ONE PIECE》와 같은 배틀 중심의 작품)로부터 빗나간 타입의 작품(이 작품에서는 자학적 어조를 담아 ‘사도(邪道)’라고 말함)에 더 높은 실력을 발휘한다. 실제로 사도로 분류되는 《이 세상은 돈과 지혜》는 편집부와 니즈마에게 높은 평가를 받는다.
개그 만화를 연재하게 되면서 사귀고 있던 미요시 카야와 결혼한다. 사귀는 도중에 다른 여성 캐릭터인 아오키와 타카기의 접촉 때문에 관계가 멀어지는 등 우여곡절이 있었지만, “다음 연재(《달려라 다이하츠 탄토》)가 정해지면 결혼한다”라는 조건으로 헤어지지 않고 끝났다. 또한 이 사건 이후로 아즈키와 카야가 아오키와 우정을 나누게 된다.

### 히로인
아즈키 미호(亜豆美保)
성우: 하야미 사오리 / 이현진
마시로의 중학교 시절 반 친구로, 마시로가 짝사랑하던 대상이다. 아즈키 또한 초등학교 4학년 때 마시로가 그려서 전시된 그림을 보고 그를 좋아했다. 외모가 좋은 점은 타카기도 인정하고 있다. 성우 지망으로, 레슨을 받고 있는 프로덕션 내에서도 실력이 좋은 편이다. 미나라고 하는 여동생이 있다.
마시로와 타카기가 그린 만화가 애니메이션이 되면 그 성우를 맡은 후에 마시로와 결혼한다는 약속을 하였다. 원래는 꿈이 이루어질 때까지 둘 사이의 접촉을 피하고 서로 메일로만 격려하는 관계를 유지한다는 조건을 붙였지만, 마시로가 과로로 쓰러졌을 때 문병하러 오는 등 적극적인 모습을 보이기도 한다.
중학교 졸업 후에 하치오지시로 이사한 후 데뷔했다. 이후 심야 애니메이션에서 역할을 서서히 따낼 수 있을만큼 실력이 쌓여 순조롭게 성우의 길을 걷고 있다.
미요시 카야→타카기 카야(見吉香耶→高木香耶)
성우: 야하기 사유리 / 박고운
주인공들과 같은 학년으로 아즈키의 친구이다. 타카기에게 모바일 소설의 대필을 의뢰하는 등 조금 엉뚱한 면도 있다. 가라테와 복싱을 하고 있었기 때문에 운동신경은 발군이다. 타카기에게 호감을 갖고 있어서 처음엔 억지로 타카기와 교제하기 시작한다.
성격이 조금 급하고 강하지만 친구인 아즈키나 타카기와 마시로를 생각해 주는 마음은 따뜻해서, 마시로에게 인정 받고 이들의 작업실에 정식으로 드나들게 되었다.
‘아시로기 무토’를 만화가로서 성공시키는 것을 자신의 꿈으로 결정해서 주인공들의 어시스턴트와 같은 형태로 일하고 있다. 작업실의 기본적인 정리나 자료 수집 등을 주로 도우며, 주인공들이 본격적으로 연재를 시작하여 제대로된 어시스턴트들이 할당된 후에도 간단한 작업이나 기타 잡무 등을 돕고 있다.
혼자서 작업실을 청소하고 있을 때 이와세가 타카기에게 쓴 편지를 발견한 것과 타카기가 아오키와 스토리의 의견 교환을 하고 있던 일을 숨긴 것이 엇갈려서 사이가 잠시 틀어지지만, 타카기의 프러포즈에 화해한 후 《달려라 다이하츠 탄토》의 연재 결정을 기점으로 결혼한다.

### 만화가·어시스턴트
니즈마 에이지(新妻エイジ)
성우 - 오카모토 노부히코 / 이경태
후쿠다 조의 일원. 〈주간 소년 점프〉에서 ‘10년에 1명 나올 천재’라고 말해지는 신인 천재 만화가. 아오모리현 출신. 최초 등장 시에는 고등학교 1학년으로 주인공들보다 1살 연상이다. 검은 옷을 주로 입으며, 깃털 펜을 휘갈기는 모습이 특징.
여섯 살때부터 만화를 그렸으며 그 실력이 상당하다. 데뷔 전부터 매달 한 작품 이상씩 점프 편집부에 만화를 투고하고 있었다. 처음 등장할 때는 대인관계는 좋지 못하며, ‘만화를 그린다’라는 정신 세계에 빠져 있는 ‘괴짜’이기 때문에 의성어 등의 효과음을 내뱉으며 만화를 그리는 버릇이 있다.
최초 등장 시에 연재를 위해서 상경하는 조건으로 ‘만약 제가 점프에서 최고 인기작가가 되면, 제가 싫어하는 만화 한 개 퇴출시킬 권한을 주세요’라고 편집장에게 요구한다. 자신보다 나이가 어린 아시로기들에 대해서도 정중한 말투를 쓰는 모습을 보인다. 담당 편집자에게 JR 키치조지 역 남쪽 근처의 맨션을 빌려서 만화를 연재하고 있다. 상당히 빠르게 만화를 완성하며, 네임은 하루, 원고는 이틀이면 완성되기도 한다.
자신이 만드는 캐릭터는 생각하지 않아도 마음대로 움직인다고 하는 ‘천재 타입’의 만화가다. 그러나 ‘독자를 어떤 방식으로 즐겁게 할까’와 같은 계산적인 기술은 그의 유일한 약점이었기 때문에, 그것을 후쿠다에 지적받은 후에는 만들지 않던 네임을 만들거나 담당 편집자와의 미팅도 성실하게 참여하게 되었다. 또한 골드퓨처상 수상 작품의 인기 순위를 정확하게 예측하는 등, 타인의 만화를 분석하는 수준도 높다.
아시로기의 작품에 대해서 ‘자신은 생각할 수 없는 작품이다’ 등으로 높게 평가하고 있다. 연하인 2명을 “아시로기 선생님”이라고 정중하게 부르지만, 만화가끼리의 우정과 일은 별개로 분명하게 나누고 있으며 만화에 대해서는 엄격하다. 《+NATURAL》의 연재 시작을 후쿠다 들에게 비난당했을 때에는 ‘불평은 이기고 나서 말하라’는 태도를 취하였다.
바쿠만 제1회 캐릭터 인기 투표에서 1위를 획득하였다.
후쿠다 신타(福田真太)
후쿠다 조의 자칭 리더. 은빛의 장발로, 방안에서도 모자를 쓰고 있는 청년. 히로시마현 출신. 최초 등장시의 나이는 19살로, 키가 크다.
고등학교를 나온 후 만화가가 되는 꿈을 안고 상경하였다. 꿈을 실현시킬 수 있을지 알 수 없던 어려운 생활 환경 속에서 아르바이트를 하며 〈주간 소년 점프〉에서의 연재를 목표로 하고 있었다. 생활비를 위해 에이지의 어시스턴트 일을 하고 있던 적도 있어서, 남다른 개성을 가진 에이지와 우정을 나눌 수 있는 얼마 안되는 인물 중 하나이다.
성격이 급하고 신경질적인 면이 있어서 담당 편집자에게 ‘건방진 성격’으로 간주되고 있다. 하지만 남을 생각하는 면이 있기 때문에 마시로와 니즈마에게 좋은 인물로 나타난다. 아오키의 번거로운 질문 또한 잘 받아주고 있다.
자신과 니즈마와 아시로기무토 (마시로와 타카키), 나카이 (후에 아오키와 히라마루)를 구성원으로 한 ‘후쿠다 조’를 만들어서 자신을 리더라고 생각하고 있다.
아시로기무토 (마시로와 타카키)의 연재작 《가짜 탐정 TRAP》의 연재 중단 사건 때에는 편집장의 일방적인 주장에 화를 내며 자신이 선두에 서서 후쿠다 조와 히라마루의 연재 보이콧을 선언하는 모습을 보여주기도 했다.
자신있는 작품 장르는 과격한 장면의 묘사가 많은 폭력계의 배틀물로, “소년 만화는 좀 더 불건전한 작품이 많이 있어도 괜찮다.”, “PTA를 적으로 돌릴 정도는 되어야 재미있다.” 등의
자신만의 생각을 주장하기도 한다. 그림 실력 자체는 특별히 뛰어난 것은 아니지만, 그만의 거친 스토리에 적합한 스타일이라는 설정이다. ‘모에 계’를 좋아하는 면이 있어서 그가 〈점프〉내에서 제일 좋아하는 작품은 《To LOVE -트러블-》이며, ‘남자의 만화다.’라고 말한다.
나카이 타쿠로(中井巧朗)
후쿠다 조의 일원. 에이지의 어시스턴트 일을 하면서 연재를 목표로 하고 있던 만화가로, 아키타현 출신. 최초 등장시의 나이는 33살이며, 첫 연재는 35살에 성공하게 된다.
약 12년에 걸쳐 수 많은 만화가의 어시스턴트 일을 해온 베테랑. 배경이나 효과선 등을 그리는 기술은 일류로, 그림 실력이나 손재주의 면에서는 높은 평가를 받지만 오리지널 스토리나 캐릭터를 만드는 것이 서툴러서 연재를 따내는 꿈은 거의 불가능으로 생각되고 있었다.
그러나 아시로기무토 (마시로와 타카키)나 니즈마, 후쿠다들과 만난 후 자극을 받아 다시 연재를 목표로 한다. 이후 아오키와 팀을 짜서 처음으로 연재 만화를 갖게 된다.
아오키에 대해서는 제작 미팅의 첫 대면 이후로 그녀에게 몸을 헌신하는 모습을 보이지만, 연재 종료와 함께 차인 후 우울한 상태에 빠졌다.
그러나 후에 타카하마의 어시스턴트 일을 맡으면서 동료가 된 카토에게 한 눈에 반한다.
재 연재의 목표를 갖고 생각해낸 《신록의 무렵》에 대한 팀 재결성을 아오키에게 제안 받지만 건방진 태도를 취했다.
이후 당시 좋아하던 카토에게 차인 후 아오키와도 이때의 일 때문에 멀어지게 되자 자신의 언동을 자책하고, 타카하마의 연재 종료 결정을 기해 어시스턴트 직을 버리고 만화가를 단념, 농사를 짓고 있는 친가로 내려간다.
아오키 코우(蒼樹紅)
후쿠다 조의 일원. 〈주간 소년 점프〉에는 드문 여성 작가로, 본명은 아오키 유리코(青木優梨子)이다. 최초 등장시의 나이는 20살. 검은 반점이 특징인 미인이며, 마시로는 “이와세와 조금 비슷하다”라고 말한다.
토오우 대학의 대학원을 다니면서 만화를 그리고 있다. 만화가로서 성공하지 못할 때를 대비하여 교사 자격 또한 갖고 있다. 미인이기 때문에 남성들에게 눈에 띄지만, 사실 연애 경험은 전혀 없다.
이전에는 〈마가렛〉에서 소녀 만화를 집필하고 있었지만 “이 정도 판타지라면 소년 잡지에서 하는 것이 좋다”라는 편집부의 권유를 받아 〈주간 소년 점프〉로 이적하게 되었다.
그러나 작화가 소년 만화에 맞지 않았기 때문에 원작자로 방향을 전환하여, 스토리 킹의 네임 부문에서 ‘집필 킹’에 입상하였다.
성격은 고지식하며 타인에게 마음을 여는 것이 서투르기 때문에 다른 면에서는 쿨하고 자존심이 높아 보이기도 하며, 이는 본인도 자각하고 있다.
‘후쿠다 조’, 특히 후쿠다에 대해서는 약간의 기피를 하고 있었지만 그들과의 만남을 통해 서서히 내면에 변화가 나타나기 시작했다. 평상시에는 지적인 언행을 하지만 가끔 바보같은 행동을 하기도 한다.
첫 소년 만화 연재작인 《hideout door》의 종료 후에는 나카이와의 콤비를 끝내고 소녀 만화 잡지로 돌아오려 하였지만, 편집자인 야마히사에게 만류되어 소년 만화를 혼자서 그리게 된다.
타카기와는 《신록의 무렵》의 스토리를 위해 ‘남자의 기분’을 상담하였다.
타카기는 나카이와의 결별로 인한 남자 불신 상태에서 아오키가 유일하게 신뢰할 수 있는 남자가 되었고, 그러한 타카기에게 아오키는 어느정도 매력을 느꼈지만
타카기에게는 카야가 있다는 것을 알고 있었기 때문에 연애 감정을 자제하였다. 또한 후쿠다에게 팬티 엿보기 장면의 묘사를 충고받았다.
이전에는 만화에 대해서 주인공들과 완전히 반대의 가치관을 가지고 있었기 때문에 아시로기무토 (마시로와 타카키)나 후쿠다의 작품은
‘소년잡지 용은 아니다’라며 싫어하는 한편, 주인공들의 취향이 아니었던 마카이노 코지의 작품을 칭찬하고 있었다.
히라마루 카즈야(平丸一也)
후쿠다 조의 일원.〈주간 소년 점프〉의 편집자인 요시다가 담당하고 있는 이색적인 신인으로, 극단적으로 날카로운 눈매를 가진 검은 장발의 남성이다.
최초 등장시의 나이는 26살로, 세상에 대해서 반항적인 비논리적 성향을 가지고 있었다. 그러나 이후 니즈마가 ‘바뀌고 있어서 재미있다.’라고 말하는 등, 서서히 변화하는 모습을 보여주기도 한다.
원래는 만화와는 거리가 먼 평범한 직장인이었다. 스크린 톤도 모르는 등, 만화에 관한 지식은 없었음에도 불구하고 완전히 독학 만으로 만화를 그리기 시작하였다.
독학 1개월 만에 처음으로 투고한 《해달 11호》가 예상치 못하게 월례상(트레저상)의 가작에 입상하자 곧바로 연재에 돌입하는 등, 경이적인 재능을 가진 천재라고 말할 수 있다.
그저 귀찮은 회사의 일상에서 벗어나기 위해 만화를 그렸을 뿐으로, 그럴 수만 있다면 아무것도 하지 않으며 살아가고 싶어 한다.
연재 개시 후에도 예상 이상으로 힘겨운 만화가로서의 생활이 싫어져 작업실로부터 도망치기를 반복하지만, 결국 담당인 요시다에게 감시를 받으며 일하게 된다.
아름다운 여자를 밝히는 성격으로, 아오키, 이와세, 아즈키 등을 미인으로 보고 있다.
타카하마 쇼요우(高浜昇陽)
미우라가 담당하고 있는 만화가로, 최초 등장시의 나이는 19살이다.
아시로기무토 (마시로와 타카키)의 《가짜 탐정 TRAP》 연재 때에 미우라의 소개로 주인공들의 어시스턴트를 하게 된다.
가치관이 다른 사람에게는 기본적으로 마음을 열지 않기 때문에 처음 등장했을 때는 말이 없는 캐릭터였다. 하지만 한번 신뢰한 사람에게는 존중을 표한다.
고등학교에 다니면서 연재를 해내는 주인공들을 대단하다고 여기며, 니즈마와 마찬가지로 연하인 주인공들에게 높임말을 사용하고 있다.
월트 디즈니의 팬으로, 그 또한 디즈니 같은 만화가가 되는 것이 꿈이었다. 약간 실력이 떨어지는 미우라를 별로 신용하고 있지 않으며, 주인공들에게도 미우라를 신용하지 않도록 조언을 하였다.
첫 연재작이었던 《B.B.켄이치》의 연재가 종료된 다음에는 미우라에 대한 불만을 표출시켜, 편집장인 사사키에게 담당 편집자를 바꾸어 달라는 항의를 하였다.
아시로기무토 (마시로와 타카키)가 《달려라 다이하츠 탄토》를 연재하면서 다시 그들의 어시스턴트 역을 맡지만, 이 작품이 편집부와의 합의 후에 중단이 된 후에는 자신 또한 새로운 작품을 그리려는 의욕을 보인다.
시즈카 류(静河流)
아시로기무토 (마시로와 타카키)가 《미래 시계》를 월례상에 투고하였을 때 처음으로 만화를 투고했던 신인 만화가. 최초 등장시의 나이는 18살로, 주인공들과 동갑이다. 검은 머리에 검은 안경을 쓴 과묵한 청년.
니즈마나 히라마루와 같은 괴짜 타입으로, 중학교 2학년 때부터 항상 커튼을 치고 자기 방에서 게임을 하며 은둔형 외톨이의 삶을 살고 있었다.
니즈마의 말에 따르면 ‘자기 투영형’ 작가이며, 자신을 인정받고 싶은 소망이 강하고 또한 성공하면 본궤도에 오를 수 있는 타입이다. 다만 실패하거나 타인에게 쓴소리를 들으면 극도로 우울해져 버리는 등의 매우 섬세한 면도 가지고 있다.
특히 ‘히키코모리’와 같은 말에는 이상적으로 반응한다. 게임을 하면서 길러진 공략 정신은 만화를 그리는 데에 활용되고 있어서, 담당 편집자의 조언을 솔직하게 받아 들여가며 작품의 분위기에 재빠르게 적응하려 노력한다.
사람의 죽음을 테마로 하는 어두운 장르에 재능이 있다. 하지만 그러한 장르는 〈주간 소년 점프〉에서 연재하기에는 너무 위험하기 때문에 편집부로부터 배척당했다.
월례상의 응모작으로서 지면이나 웹에 게재할 수 없었기 때문에, 회피책으로서 특별상인 ‘니즈마 에이지 상’을 수상하였다.
대인 기피적 성질이 있기 때문에 처음에는 담당 편집자인 야마히사와도 만나려고 하지 않고 인터넷 채팅을 통해 미팅을 해왔으며 네임도 팩스로 보내고 있었다.
편집자인 야마히사 또한 처음에는 이러한 방식을 바꾸려고 생각하지 않았지만, 《True Human》이 연재작에 오르지 못했을 때 시즈카가 소식 불통이 된 이후로 자택을 방문하고 게임을 하면서 상호간의 교류를 증진시키고 있다. :이러한 노력이 통했는지, 야마히사와는 솔직한 이야기를 털어 놓을 정도로 관계가 진척되었으며, 제대로 된 만화가의 인생을 걷게 된다.
이와세 아이코(岩瀬愛子)
주인공들이 중학교 3학년 이었을 때 같은 반 학생이었다. 타카기와 학년 1등을 다툴 정도로 우등생이었다.
미인이지만 자신의 재능을 자랑하고 싶어하는 성격이 있어서 다른 학생들로부터 멀어져 있었다. 후에 토오우 대학에 진학해서
아키나 아이코(岩瀬愛子)라는 필명으로 ‘소설 스바루 신인상’을 수상해 업계의 이목을 끌었다.
타카기에게 마음을 갖고 있었다. 이는 그녀가 중학교 1학년 때에 타카기에게 악수를 요구하고, 그가 이것에 응했기 때문에 ‘그가 고백을 받아들였다’라고 멋대로 생각하였기 때문이다.
결국 그 사랑은 실현되지 않았지만, 대학에 진학하고 나서도 타카기에 대한 마음은 한동안 변하지 않았다.
아오키와는 같은 대학의 선후배 관계이다. 대학에 진학하고 나서도 넘치는 자신감은 변하지 않아서 아오키가 거리를 두고 있다.
니즈마에게는 ‘2년 전(처음 만났을 때)의 아오키씨와 비슷하다’라는 농담적인 평가를 받았지만, 다른 한편으로는 ‘스스로 한다고 결정한 것은 반드시 다 해내는 타입’이라는 평도 받았다.
만화가는 소설가보다 뒤떨어진 직업이라고 스스로 생각하고 있지만, 자신의 책의 매상이 주인공들의 《가짜 탐정 TRAP》 단행본 판매량에 한참 뒤떨어져 있는 것을 알고 난 후 타카기의 관심을 끌기 위해 만화 원작자에 도전하게 된다.
첫 담당 편집자는 핫토리 아키라. 네임은 쓸 수 없기 때문에 스토리를 다루게 되었지만, 그 실력과 도전하는 자세는 핫토리에게 큰 충격을 주었다.
처음으로 소년잡지 전용으로 쓴 원작 《+NATURAL》을 니즈마와 함께 팀을 짜서 연재하게 된다.
타카기가 카야와 결혼한 후에는 담당인 핫토리에게 미팅 때마다 유혹을 하였다. 결국 핫토리는 편집자 회의에 괴로움을 토로하고 이후 《+NATURAL》의 편집자는 미우라로 변경된다.
마카이노 코지(間界野昂次)
골드퓨처상에 입상했던 신인 만화가. 최초 등장시의 나이는 29살. KOOGY라는 예명으로 연예계에서 활동하고 있었지만, 만화 연재에 데뷔하기 위해서 활동 중단을 선언했다.
가수 뿐만 아니라 배우로서도 성공하고 있으며, 모든 면에서 스스로의 카리스마를 발휘하고 싶어하는 야심가이다.
만화가로서의 성공은 자신의 명성을 높이기 위한 하나의 과정으로밖에 생각하지 않기 때문에 아시로기무토 (마시로와 타카키)나 니즈마, 후쿠다 등의 등장인물처럼 진심으로 임하는 자세는 보이지 않는다.
미디어의 힘을 이용해 자신의 만화가 데뷔를 대대적으로 선전하고, 그 선전을 통해 골드퓨처컵에서 대량의 투표를 따내려고 하였지만 독자 투표의 결과는 14위로 참패였다.
그러나 《점프 SQ》의 편집장인 이바라키를 통해 《점프 SQ》에서 《컬러푸지컬》의 연재를 시작한다.
이시자와 히데미츠(石沢秀光)
주인공들과 같은 학교에 다녔던 동창생. 다른 학생들보다 그림 실력이 좋아서 유명했지만, 사실은 학교의 여자들을 모에 캐릭터처럼 그리고 인기를 얻었을 뿐이었다.
어줍잖은 평론가적 비판으로 아시로기무토 (마시로와 타카키)를, 특히 모리타카의 그림 실력을 비판하다가 타카기와 좋지 못한 관계를 만들게 된다.
이후 주인공들과 같은 야나 대학에 입학하였으며, 〈캐러캐러코믹〉이라는 만화 잡지에 네 컷 개그 만화를 연재하고 있었다.
아오키의 어시스턴트 역을 맡을 기회가 주어졌지만 그녀에게 자신의 욕망을 드러내다가 결국 퇴짜맞는다.
오가와(小河)
아시로기의 담당 편집자 미우라가 데려 온 베테랑 어시스턴트로, 최초 등장시의 나이는 31살이다.
이미 만화가의 꿈을 단념하고 프로 어시스턴트로 활동하고 있으며, 메인 어시스턴트로서 다른 어시스턴트들을 분배하고 지도한다.
침착한 분위기의 남성이지만 일과 관련된 것에는 까다로워서, 자신이 일을 하기 쉬운 환경을 위해 항상 정돈하고 있다.
한 가족의 가장이며, 생활비를 위해 아시로기무토 (마시로와 타카키)외의 다른 만화가의 어시스턴트도 겸임하고 있다.
이전에 만화 전문학교에 있었을 때, 스토리를 만드는 재능이 없다는 평을 들은 후 만화가의 꿈을 그만두고 어시스턴트 전문으로 목표를 바꾸었다.
그 때문에 ‘그림은 볼 수 있어도 만화를 보는 눈은 없다’라고 자학하지만, 주인공들의 《가짜 탐정 TRAP》이 곧바로 중지될 것이란 것을 예상하고 있었다.
카토 나츠미(加藤奈津実)
오가와, 타카하마와 함께 미우라가 데려 온 아시로기무토 (마시로와 타카키)의 어시스턴트. 안경을 쓴 여성이며 최초 등장시의 어시스턴트 경력은 2년차이다.
거주지가 아시로기무토 (마시로와 타카키)의 작업실과 가깝기 때문에 ‘숙박이 필요 없다’라는 이유로 미우라가 데려 왔다.
어시스턴트로서의 능력은 평범한 편.《가짜 탐정 TRAP》의 연재 중단을 기해 약 1년 동안 일했던 주인공들의 어시스턴트 직에서 해고되었다.
이후 타카하마의 연재가 정해지고 나서는, 그의 작업실의 어시스턴트가 되었다.
마시로보다 훨씬 연상으로, 마시로를 ‘귀엽다’ 등의 이유로 흥미를 가지고 있었지만 그의 마음 속에는 아즈키가 있음을 알게되자 바로 관심을 거두었다.
이후에 나카이와 친해지지만 그것은 어디까지나 어시스턴트로서 존경할 만한 사람이기 때문이며, 그에게 고백을 받게 되자 거부하였다.
타카하마의 연재 종료 후에는 아오키의 어시스턴트가 되었으며, 이전까지의 경험을 통해 메인 어시스턴트를 맡고 있다.
야스오카(安岡)
후쿠다의 어시스턴트로, 모히칸 계열의 헤어스타일이 특징이다. ‘나의 서투른 그림에 보조는 몇 사람씩은 필요 없다.’라는 이유로, 후쿠다의 어시스턴트는 야스오카 뿐이다.
그런 이유로 야스오카는 매주 시간에 쫓기곤 한다. 돈 문제에 관해서는 귀찮은 면이 있지만, 친구에게 아이디어를 협력 받고 있는 등 의지는 충분하기 때문에
후쿠다와도 대등하게 이야기를 주고 받을 수 있는 관계가 되어 있다.
오리하라 이치리키(折原一力)
《달려라, 다이하츠 탄토》때부터 아시로기무토 (마시로와 타카키)의 어시스턴트 역을 맡아 왔다. 테즈카상에서 가작으로 채택된 적도 있어서 그림은 능숙하다. 말 솜씨가 좋은 무드 메이커적 존재.

### 주간 소년 점프의 편집자
핫토리 아키라(服部哲)
〈주간 소년 점프〉의 편집자 중 한 명으로, 아시로기무토 (마시로와 타카키), 아키나 아이코의 초대 담당 편집자. 2반 소속. 최초 등장시의 나이는 28살.
‘만화가 성공할까 성공하지 못할까는 도박’이라는 생각을 가지고 있어서 주인공들에게 제대로 된 편집자로 보여지고 있다. 주인공들의 재능에 많은 기대를 걸고 있어서 매우 열심히 지도한다. 주인공들에게 좀 더 많은 경험이 필요하다고 생각하지만, 그 둘의 만화에 대한 정열과 노력에는 놀라기도 한다.
주인공들을 잘 이해하고 있어서, 그들의 고교 재학 중 연재 진행을 편집장에게 인정받게 해준다.
주인공들의 최초 연재가 정해졌을 때는 이미 《원피스》를 포함해 두 연재작을 맡고 있었으며, 이미 담당 중이던 두 연재작을 어중간한 형식으로 타인에게 인계 할 수 없다고 하는 이유로 자신의 후배인 미우라에게 둘을 맡긴다. 그들의 작품에는 참견하지 않겠다고 결심하지만, 주인공들이나 미우라를 걱정하거나 때로는 말로 이끄는 모습이 자주 보인다.
《+NATURAL》의 담당으로서 미팅을 가질 때마다 자신에게 호의를 보이는 이와세를 부담스러워 한다. 결국 주인공들이 《완전 범죄 클럽》을 연재하게 되면서 미우라와 교대하는 형태로 다시 그들의 담당이 되었다.
이름의 원래 모델은 실제 〈주간 소년 점프〉 편집자인 ‘핫토리 장=바티스트 아키라’이며, 얼굴은 같은 〈주간 소년 점프〉 편집자인 사이토 유우를 모델로 한다. 또한 실제로 핫토리는 《원피스》를 담당하고 있다.
미우라 고로(港浦吾郎)
〈주간 소년 점프〉의 편집자 중 한 명으로, 핫토리와 같이 2반에 소속되어 있다. 최초 등장시의 나이는 23살로, 입사 2년차였다.
핫토리의 뒤를 이어 아시로기무토 (마시로와 타카키)의 2대째 담당이 되며, 타카하마 쇼요우의 담당 편집자이기도 하다.
아직 젊고 말솜씨가 좋으며 주인공들이 생각하는 것보다 먼저 다양한 이야기를 시원스럽게 진행해 주지만, 때때로 상대방에 대한 배려가 부족한 점도 있다.
경험이 적고 미숙하다는 단점은 본인도 자각하고 있지만, 주인공들에 대해서는 적극적인 어드바이스를 하고 있기 때문에 때로는 감정적으로 대하기도 한다.
개인적으로 웃음이 많은 작품을 좋아하기 때문에 담당 만화가에게 개그 코드를 억지로 진행시키려 하는 경향이 보인다.
미우라 자신으로서는 그가 담당하는 연재가 좀처럼 성공하질 못하고 있기 때문에, 주인공들의 다음 번의 연재를 어떻게든 성공시켜 자신의 입지를 굳건히 하지 않으면 안 된다는 초조함을 가지고 있다.
《완전 범죄 클럽》의 연재가 정해져 기뻐했지만 핫토리와 교체되었기 때문에 주인공들의 편집자 역을 맡지 못하게 된다.
핫토리 유지로(服部雄二郎)
〈주간 소년 점프〉의 편집자 중 한 명으로, 니즈마 에이지와 후쿠다 신타의 담당 편집자이다. 나카노의 반에 소속되어 있으며, 최초 등장시의 나이는 26살이었다.
주인공들의 담당 편집자인 핫토리 아키라와 성이 같기 때문에 편집부에서는 주로 ‘유지로’라는 이름으로 불린다.
니즈마 에이지를 비롯한 후쿠다 조를 중심으로 담당하고 있기 때문에 그들의 엉뚱한 요구에 힘들어하곤 한다. 그가 니즈마의 담당이 된 이유는 니즈마가 투고한 작품을 우연히 최초로 집었기 때문이다.
니즈마의 천재적인 능력에 강한 신뢰를 주고 있지만, 아시로기무토 (마시로와 타카키)라는 새로운 재능의 출현에 꽤나 위협을 느꼈다. 현재는 아시로기무토 (마시로와 타카키)의 부진을 염려하기도 한다.
니즈마와 주인공들이 〈주간 소년 점프〉 편집부에서 처음으로 만났을 때 핫토리 아키라는 유지로와 편안한 대화를 하고 있었지만, 그 후 니즈마가 본지에 연재를 시작하고 나서는 유지로에게 경어를 사용하게 되었다.(실제 〈주간 소년 점프〉 편집부에서도 유지로가 아키라보다 선배이다).
이름의 모델은 실제 〈주간 소년 점프〉 편집자인 핫토리 유지로이며, 머리 모양도 같은 아프로헤어이다.
야마히사 마사카즈(山久雅和)
〈주간 소년 점프〉의 편집자 중 한 명으로, 미우라보다 1년 후배이며 요시다의 반에 소속해 있다. 최초 등장시의 나이는 23살. 아오키 코우의 2대째 담당 편집자로, 시즈카 류의 담당 편집자이기도 하다. 자신의 욕망에 충실한 성격의 소유자로, 목적을 위해서는 수단을 가리지 않는 성격이다. 아오키 코우의 담당 역할도 그 자신이 강하게 희망한 것이며, 편집장에게조차 경계되고 있는 시즈카 류의 담당을 스스로 희망하는 도전적인 면모도 있다. 작가에게의 어드바이스가 정확한 편이기 때문에 타카기는 ‘능력 있는 편집자’라고 평가한다.
시즈카를 히키코모리 상태에서 끌어내기 위한 방법으로, 무리하게 강요하는 대신 함께 게임을 하면서 서서히 그가 자신에게 마음을 열게 하였다.
시간이 흐르는 것을 초조해 하지 않으며 시즈카가 자신에게 네임을 보여 줄 때까지 끈질기게 기다린 결과 그 작전이 성공하게 되자, 눈물을 흘리면서 ‘반드시 너를 인기 만화가로 만들어 주겠다.’라고 다짐했다.
아이다 소이치(相田聡一)
성우 - ?? / 신경선
〈주간 소년 점프〉의 편집자 중 한 명으로, 핫토리와 미우라가 소속해 있는 2반의 반장이다. 나카이와 아오키 팀의 최초 담당 편집자였으며, 최초 등장시의 나이는 34살이다. 모델은 실제 〈주간 소년 점프〉의 이전 반장이자 현재 부편집장인 아이다 소이치이며, 《바쿠만》의 최초 담당 편집자였다.
평상시에는 약간 차가운 면모를 보이지만, 아시로기무토 (마시로와 타카키)의 《이 세상은 돈과 지혜》에는 좋은 평가를 내렸으며 특히 마시로의 작화를 마음에 들어 하였다.
그들의 작품 투고에 많이 놀라워했으며, 아오키의 《hideout door》의 작화를 마시로에게 부탁하려 하기도 하였다.
아오키와 나카이 팀의 담당을 하고 있었을 때에는 나카이를 신뢰하고 있었지만, 동시에 아오키의 자존심에 애를 먹고 있었다. 젊은이의 열의나 노력을 적극적으로 평가하는 도량 또한 가지고 있다.
자신이 코미디를 좋아하고 스스로도 개그계 만화인 《무적코털 보보보》, 《가정교사 히트맨 REBORN!》 등을 히트 시킨 실적이 있기 때문에
미우라가 자신의 담당 작가들에게 개그 요소를 강하게 요구하고 있는 점에 대해서 긍정적인 의견을 나타내었다.
요시다 코지(吉田幸司)
〈주간 소년 점프〉의 편집자 중 한 명으로, 야마히사가 속한 반의 반장이다. 히라마루 카즈야의 담당 편집자로, 최초 등장시의 나이는 31살이다. 좌우로 나누고 있는 롱 헤어가 특징으로, 모델은 실제 〈주간 소년 점프〉의 반장인 요시다 코지이다. 실제의 요시다는 오바 츠구미· 팀의 전작인 《DEATH NOTE》의 편집자였다.
종종 도주하는 히라마루를 찾아내어 다양한 수단을 사용해 그를 길들이고 동기부여한다. 히라마루가 어디에 숨어도 즉시 찾아내는 뛰어난 통찰력과 감의 소유자이며, 이러한 행동 덕에 히라마루에게는 ‘요시다씨’라고 불리면서 두려움의 대상이 되었다. 최근에는 히라마루가 아오키에게 호감을 가진 것을 이용해서 ‘이번 주의 아오키 코우’라는 설정의 아오키의 정보를 말해주는 것을 조건으로 만화를 그리게 하고 있다.
또한, 아시로기무토 (마시로와 타카키)의 직접적인 담당자는 아니지만 개인적으로는 그들을 꽤 마음에 들어하며
아시로기무토 (마시로와 타카키)와 담당 편집자 간에 언쟁이 일어났을 때는 스스로 중재역을 맡은 적도 있었다.
김성규(キム・ソンギュ=金成圭)
성우 - ?? / 김혜성
〈주간 소년 점프〉의 편집자 중 한 명으로, 2반에 소속되어 있다. 모델은 실제 〈주간 소년 점프〉의 편집자인 김성규. 단발머리와 실눈이 특징이다.
작중에서는 핫토리 아키라나 유지로에게 경어를 사용한다.
나카지(中路)
〈주간 소년 점프〉의 편집자 중 한 명으로, 야마히사와 같은 요시다의 반에 속해 있다.
우치다(内田)
〈주간 소년 점프〉의 편집자 중 한 명으로, 야마히사와 같은 요시다의 반에 속해 있다. 마카이노 코지의 담당 편집자로, 다른 편집자들과는 달리 매우 약한 존재로 그려져 있다. 담당 만화가들에게 언제나 휘둘리기만 하며, 편집부 내에서도 존재감이 옅은 캐릭터이다.
코이케(小池)
〈주간 소년 점프〉의 편집자 중 한 명으로, 이름만 등장하였다.
오노데라(小野寺)
〈주간 소년 점프〉의 편집자 중 한 명으로, 오오니시의 반에 소속해 있다. 편집과는 별개로 속보 앙케이트를 집계하는 역할을 맡고 있다.
나카노(中野)
〈주간 소년 점프〉의 편집자 중 한 명으로, 핫토리 유지로가 소속해 있는 반의 반장이다.
오오니시 코헤이(大西恒平)
〈주간 소년 점프〉의 편집자 중 한 명으로, 지위는 반장이다. 모델은 실제 〈주간 소년 점프〉의 반장 중 한명인 오오니시 코헤이. 아이다·요시다·나카노 이후 4명 째의 반장으로서 등장하였다. 단행본 제2권에서 〈주간 소년 점프〉 편집부의 반의 수가 3개로 설명되고 있었음에도 불구하고, 반의 수가 도중부터 4개 이상으로 증가하게 된 것에 대한 설명은 나오지 않았다.
헤이시(瓶子)
〈주간 소년 점프〉의 편집자 중 한 명으로, 지위는 부편집장이다. 니즈마 에이지가 돌발 행동을 일으켰을 때에 핫토리 유지로가 전화로 상담을 했었으며
후에 아시로기 무토 (마시로와 타카키)가 《달려라 다이하츠 탄토》의 연재 중단을 요구했을 때에 미우라의 상담을 들어주기도 했다. 최초 등장시의 나이는 41살. 모델은 실제 〈주간 소년 점프〉의 이전 부편집장이자 현재 《점프 SQ.》의 부편집장인 헤이시 요시히사.
니즈마 에이지보다 아시로기 무토를 높게 평가하는 인물로, 아시로기의 2대 담당자인 미우라에게 ‘그들의 장래를 위해서는 너무 엉뚱한 것을 시켜서는 안된다’라고 충고하였다.
야하기(矢作)
〈주간 소년 점프〉의 편집자 중 한 명으로, 지위는 부편집장이다.
작중에는 직접적으로 등장하지 않고 이름만 나온다. 핫토리 아키라의 대사에 따르면 아이다나 헤이시과 같이 주인공들의 《이 세상은 돈과 지혜》를 높이 평가하였다.
사사키 히사시(佐々木尚)
〈주간 소년 점프〉의 편집장으로, 최초 등장시의 나이는 46살. 모델은 실제 〈주간 소년 점프〉의 제9대 편집장인 사사키 히사시.
“재미있는 만화라면 연재되는 것은 당연하다.”라고 공언하고 있는 통칭 ‘재미 절대 주의’의 소유자이다. 연재 회의에서는 후보작의 개수나 만화가의 경력 등에 관계없이 자신이 재미있다고 판단한 작품에 대해서는 ‘연재 후보’ 판정을 내린다. 반면, 일단 발언한 사항에 대해서는 철회하지 않는 주의이기 때문에 편집부 내에서도 그의 이런 강경한 방침에 불만을 갖는 사람이 적지 않다. 마시로가 과로로 쓰러졌을 때에는 일방적으로 연재 중단을 강요하여 편집부 내에 커다란 이슈를 만든 적도 있다.
카와구치 타로(마시로 노부히로)가 《초 히어로 전설》을 연재하고 있었을 때 그의 담당 편집자였다. 이후 그가 부편집장으로 진급한 후에 노부히로에게 ‘전력 외 통고’를 전달한 것도 그이며, 그에게는 별로 좋지 않은 추억이 되어있다. 마시로 노부히로의 장례식에도 조문하러 왔었다. 아시로기무토 (마시로와 타카키)가 투고하자 〈주간 소년 점프〉의 전속 계약 제도에 대해 설명을 하는 것과 동시에, 인기가 떨어지면 계약을 해지당하는 만화가의 엄격한 현실에 대해서도 자세하게 알려주었다. 모리타카가 노부히로의 조카인 것을 알고 있지만, 그 이유로 아시로기무토 (마시로와 타카키)를 특별히 하지는 않는다.

## 기타
- 본 만화의 연재가 시작된 주간 소년 점프 2008년 37·38 합병호는 여름휴가 특별 기획으로서 그전에 연재 중이던 작품들의 합작 표지였기 때문에 표지에 작은 컷 하나만 실릴 수 있었다. 이후 그 다음 주가 되는 2008년 39호에 본 작품이 주간 소년 점프의 표지를 장식하였다.
- 타카기가 골드퓨처컵 수상작인 《벨제바브》에 대해서 함께 실려 있던 신연재보다 재미있었다고 평가하고 있지만, 여기에 함께 실려 있던 신연재작은 다름 아닌 '바쿠만'이다.
- 2008년 48호의 후기에서 토가시 요시히로가 “카와구치 선생님, 저도 인물은 스푼펜 입니다. 들어보니 그 밖에도 있었습니다. 노력하겠습니다.”[12] 라며, 작중 캐릭터의 카와구치 타로(마시로 노부히로)에 대해 메시지를 보냈다.
- 이 작품의 연재가 2008년 발매된 《QuickJapan》 81호에 기사화되었다. 오바 츠구미와 , 담당 편집자인 아이다 소이치의 인터뷰가 게재되어 연재까지의 과정이나 제작 상의 에피소드가 소개되고 있다.
- 이 작품의 연재가 시작된 이후, 〈주간 소년 점프〉 편집부에 저연령층 작가들의 만화 투고가 증가하였다.[1]

## 발매 정보
- 오바 츠구미(만화), 오바타 타케시(원작) 『바쿠만。』(バクマン。) 대원씨아이 〈코믹챔프〉
  1. 「꿈과 현실」(夢と現実) 2009년 2월 15일 1쇄 발행, ISBN 978-89-252-4045-9
  2. 「초콜릿과 아카마루」(チョコと赤マル) 2009년 5월 15일 1쇄 발행, ISBN 978-89-252-4473-0
  3. 「데뷔와 조바심」(デビューと現実) 2009년 8월 30일 1쇄 발행, ISBN 978-89-252-4876-9
  4. 「전화와 전야」(電話と前夜) 2009년 11월 30일 1쇄 발행, ISBN 978-89-252-5265-0
  5. 「문집과 사진집」(文集と写真集) 2010년 1월 30일 1쇄 발행, ISBN 978-89-252-5590-3
  6. 「무대포와 근성」(無茶と根性) 2010년 3월 31일 1쇄 발행, ISBN 978-89-252-5907-9
  7. 「개그와 진지함」(ギャグとシリアス) 2010년 6월 30일 1쇄 발행, ISBN 978-89-252-6329-8
  8. 「팬티 컷과 구세주」(パンチラと救世主) 2010년 8월 31일 1쇄 발행, ISBN 978-89-252-6747-0
  9. 「재능과 자존심」(才能とプライド) 2010년 10월 31일 1쇄 발행, ISBN 978-89-252-6942-9
  10. 「표현력과 상상력」(表現力と想像力) 2010년 12월 31일 1쇄 발행, ISBN 978-89-252-7195-8
  11. 「제목과 캐릭터 디자인」(タイトルとキャラデザ) 2011년 2월 28일 1쇄 발행, ISBN 978-89-252-7446-1
  12. 「화가와 만화가」(画家と漫画家) 2011년 5월 31일 1쇄 발행, ISBN 978-89-252-7918-3
  13. 「애독자와 첫눈에 반한 사랑」(愛読者と一目惚れ) 2011년 7월 31일 1쇄 발행, ISBN 978-89-252-8176-6
  14. 「심리전과 결정적 대사」(心理戦と決め台詞) 2011년 10월 31일 1쇄 발행, ISBN 978-89-252-8831-4
  15. 「격려와 진심」(励みと想い) 2011년 12월 31일 1쇄 발행, ISBN 978-89-252-9145-1
  16. 「신인과 베테랑」(新人とベテラン) 2012년 2월 29일 1쇄 발행, ISBN 978-89-252-9420-9
  17. 「단발 승부와 1화 완결」(一発勝負と1話完結) 2012년 5월 31일 1쇄 발행, ISBN 978-89-252-9916-7
  18. 「여유와 난장판」(余裕と修羅場) 2012년 7월 31일 1쇄 발행, ISBN 978-89-6725-168-0
  19. 「결정과 환희」(決定と歓喜) 2012년 10월 31일 1쇄 발행, ISBN 978-89-6725-677-7
  20. 「꿈과 현실」(夢と現実) 2012년 11월 30일 1쇄 발행, ISBN 978-89-6725-757-6
- 『바쿠만。캐릭터북 캐리만。』(バクマン。キャラクターブック キャラマン。) 2011년 11월 30일 1쇄 발행, ISBN 978-89-252-8972-4

## 애니메이션
2010년 10월 2일부터 NHK 교육 텔레비전 채널에서 방송 중이다. 성우진은 이전에 나온 비디오드라마 판과 다르다. 현실에 존재하는 만화·애니메이션의 작품명은 그대로 사용되고 있지만, 〈집영사〉는 〈유영사〉로, 〈주간 소년 점프〉는 〈주간 소년 자크〉로, 〈아카마루 점프〉는 〈NEXT!〉로 명칭이 변경되어 등장한다. 또한 작중에 등장하는 만화는 원작자인 오바 츠구미와 오바타 타케시가 작화를 담당하고 있다.

### 성우진
주인공과 히로인
- 마시로 모리타카 - 아베 아츠시/엄상현
- 타카기 아키토 - 히노 사토시/김영선
- 아즈키 미호 - 하야미 사오리/이현진
- 미요시 카야 - 야하기 사유리

만화가
- 니즈마 에이지 - 오카모토 노부히코/이경태
- 후쿠다 신타 - 스와베 준이치
- 나카이 타쿠로 - 시무라 토모유키
- 아오키 코우 - 카와스미 아야코
- 이와세 아이코 - 후지무라 아유미
- 이시자와 히데미츠 - 미야타 코우키
- KOOGY - 모리쿠보 쇼타로

편집자
- 핫토리 아키라 - 토네 켄타로
- 핫토리 유지로 - 노지마 히로후미
- 아이다 소이치 - 카자마 유우토
- 요시다 코지 - 코야스 타케히토
- 김성규 - 오키츠 카즈유키
- 헤이시 부편집장 - 카와다 신지
- 사사키 편집장 - 호리우치 켄유

기타
- 카와구치 타로(마시로 노부히로) - 히마다 켄지
- 마시로 마사히로 - 우가키 히데나리
- 마시로 후미오 - 쵸(나가시마 유이치)
- 마시로 카요코 - 히가 쿠미코
- 아즈키 미유키 - 이노우에 키쿠코
- 아즈키 미나 - 히다카 리나

《두개의 지구》
- 하야토 - 노지마 켄지
- 에이미 - 카토 에미리
- 리다 - 오키아유 료타로
- 내레이션 - 야라 유사쿠

《가짜 탐정 TRAP》
- 주인공 - 오키츠 카즈유키
- 사오리 - 고토 사오리

《KIYOSHI 나이트》
- 키요시 - 노지마 히로후미

《hideout door》
- 요정 - 후지무라 아유미

### 제작진
- 원작 - 오바 츠구미,
- 감독 - 카사이 켄이치, 아키타야 노리아키
- 시리즈 구성 - 요시다 레이코
- 캐릭터 디자인·총 작화감독 - 시타야 토모유키
- 미술감독 - 시바타 치카코
- 색채설정 - 타나하시 마유미
- 촬영감독 - 이와이 카즈야
- 편집 - 고토 마사히로
- 음악 - Audio Highs
- 음향감독 - 와타나베 준
- 애니메이션 프로듀서 - 마츠쿠라 유우지
- 애니메이션 제작 - J.C.STAFF
- 제작 총괄 - 사이토 켄지, 노지마 마사히로, 네기시 토모야
- 제작 - NHK 엔터프라이즈
- 제작·저작 - NHK, 소학관·집영사 프로덕션

### 주제가
오프닝 테마 "Blue Bird"
작사·작곡 - 코부치 켄타로 / 편곡 - 코부쿠로
노래 - 코부쿠로
제1화부터 제13화까지는 1절의 가사가, 제14화부터는 2절의 가사가 오프닝 테마로 쓰이고 있다.
엔딩 테마
제1화~제13화 〈BAKUROCK ~미래의 윤곽선~〉(BAKUROCK 〜未来の輪郭線〜)
작사 - ryow inukami / 작곡 - mitsuyuki miyake, naoto suzuki, hiroto suzuki / 편곡 - hiroto suzuki
노래 - YA-KYIM
제14화~ 〈현실이라는 이름의 괴물과 싸우는 사람들〉(現実という名の怪物と戦う者たち)
작사·작곡 - 타카하시 유우 / 편곡 - 아사다 신이치
노래 - 타카하시 유우
삽입곡
〈초 히어로 전설〉(超ヒーロー伝説)
작사·작곡 - 카지 케니체 / 편곡 - 스즈키 마사키
노래 - 카게야마 히로노부
사용화수 - 제1화, 제3화, 제18화
"GET UP"
작사·작곡 - HYDE / 편곡 - Ryo
노래 - KOOGY (성우: 모리쿠보 쇼타로)
사용화수 - 제12화, 제17화
〈절대☆소녀주의!!〉(絶対☆少女主義!!)
작사 - 코다마 사오리 / 작·편곡 - 사사쿠라 유고
노래 - 성 비주얼 여학원 합창부 (starring 하야미 사오리와 성 미녀단)
사용화수 - 제16화, 제18화
〈새벽 직전의 심포니〉(夜明け寸前のシンフォニー)
작사·작곡 - 야부키 카나 / 편곡 - 모리타니 토시노리
안무 - SHU110
노래 - 성 비주얼 여학원 합창부 (starring 하야미 사오리와 성 미녀단)
사용화수 - 제20화, 제22화
"EUPHORIA"
작사·작곡 - HYDE / 편곡 - Ryo
노래 - KOOGY (성우: 모리쿠보 쇼타로)
사용화수 - 제21화

### 방영 목록
| 화수   | 부제 (원제/풀이) | 부제 (원제/풀이) | 각본            | 그림 콘티                   | 연출              | 작화감독        |
| ------ | ---------------- | ---------------- | --------------- | --------------------------- | ----------------- | --------------- |
| 제1화  | 夢と現実         | 꿈과 현실        | 요시다 레이코   | 아키타야 노리아키           | 아키타야 노리아키 | 시타야 토모유키 |
| 제2화  | 馬鹿と利口       | 바보와 똑똑한 자 | 요시다 레이코   | 아키타야 노리아키           | 마루야마 유우타   | 시타야 토모유키 |
| 제3화  | 親と子           | 부모와 자식      | 요시다 레이코   | 아키타야 노리아키           | 요시무라 후미히로 | 시타야 토모유키 |
| 제4화  | 時と鍵           | 시간과 열쇠      | 요시다 레이코   | 시마즈 히로유키             | 키도코로 세이메이 | 오타니 쿄코     |
| 제5화  | 夏とネーム       | 여름과 네임      | 미나미 아야나   | 미우라 타츠오               | 히로카와 슈이치   | 오타니 쿄코     |
| 제6화  | アメとムチ       | 사탕과 채찍      | 미나카미 세이시 | 아키타야 노리아키           | 타카하시 켄지     | 시타야 토모유키 |
| 제7화  | 涙と涙           | 눈물과 눈물      | 요시다 레이코   | 타카다 코이치               | 하시모토 히로유키 | 오타니 쿄코     |
| 제8화  | 不安と期待       | 불안과 기대      | 카미시로 츠토무 | 카사이 켄이치 타카다 코이치 | 마루야마 유우타   | 시타야 토모유키 |
| 제9화  | 後悔と納得       | 후회와 납득      | 요시다 레이코   | 요시무라 후미히로           | 사토 히카루       | 오타니 쿄코     |
| 제10화 | 10と2            | 10과 2           | 미나카미 세이시 | 타카다 코이치               | 소쿠자 마코토     | 시타야 토모유키 |
| 제11화 | チョコとNEXT!    | 초코와 NEXT!     | 아야나 유니코   | 시마즈 히로유키             | 히로카와 슈이치   | 오타니 쿄코     |
| 제12화 | 御馳走と卒業     | 식사 대접과 졸업 | 요시다 레이코   | 아키타야 노리아키           | 타카하시 켄지     | 시타야 토모유키 |
| 제13화 | 速報と本ちゃん   | 속보와 최종 집계 | 카미시로 츠토무 | 야마구치 유지               | 아키타야 노리아키 | 오타니 쿄코     |
| 제14화 | バトルと模写     | 배틀과 모사      | 미나카미 세이시 | 하시모토 히로유키           | 하시모토 히로유키 | 코모리 아츠시   |
| 제15화 | デビューと焦り   | 데뷔와 초조      | 미나미 아야나   | 타카다 코이치               | 사토 미츠토시     | 오타니 쿄코     |
| 제16화 | 壁とキス         | 한계와 키스      | 카미시로 츠토무 | 쿠죠 리온                   | 사토 히카루       | 코모리 아츠시   |
| 제17화 | 天狗と親切       | 자만과 친절      | 요시다 레이코   | 시마즈 히로유키             | 후쿠모토 키요시   | 오타니 쿄코     |
| 제18화 | 嫉妬と愛         | 질투와 사랑      | 아야나 유니코   | 마루야마 유우타             | 마루야마 유우타   | 시타야 토모유키 |
| 제19화 | 2人と1人         | 두 명과 한 명    | 카미시로 츠토무 | 사토 마사코                 | 타카하시 켄지     | 코모리 아츠시   |
| 제20화 | 協力と条件       | 협력과 조건      | 요시다 레이코   | 야마구치 유지               | 소쿠자 마코토     | 오타니 쿄코     |
| 제21화 | 文学と音楽       | 문학과 음악      | 아야나 유니코   | 쿠죠 리온                   | 사토 미츠토시     | 하네다 코지     |
| 제22화 | 団結と決裂       | 단결과 결렬      | 요시다 레이코   | 아키타야 노리아키           | 하시모토 히로유키 | 시타야 토모유키 |
| 제23화 | 火曜と金曜       | 화요일과 금요일  | 카미시로 츠토무 | 아키타야 노리아키           | 후쿠모토 키요시   | 코모리 아츠시   |
| 제24화 | 電話と前夜       | 전화와 전야      | 미나카미 세이시 | 타카다 코이치               | 마루야마 유우타   | 오타니 쿄코     |
| 제25화 | ありとなし       | 된다와 안된다    | 요시다 레이코   | 카사이 켄이치               | 아키타야 노리아키 | 시타야 토모유키 |

### 디스크 발매
| 권수 | 일본 내 발매일       | 수록 내용     | 특전 디스크 수록                                                                            |
| ---- | -------------------- | ------------- | ------------------------------------------------------------------------------------------- |
| 1    | 2011년 1월 26일      | 제1화         | "CHA-LA HEAD-CHA-LA"(《드래곤볼 Z》) 〈미소의 폭탄〉(《유유백서》) 노래 - 마시로 모리타카   |
| 2    | 2011년 2월 23일      | 제2화~제4화   | 〈불가사의한 모험〉(《드래곤볼》) 〈타오르는 히어로〉(《캡틴 츠바사》) 노래 - 타카기 아키토 |
| 3    | 2011년 3월 24일      | 제5화~제7화   | 〈로맨틱을 줄게〉(《드래곤볼》) "Get Over"(《고스트 바둑왕》) 노래 - 아즈키 미호            |
| 4    | 2011년 4월 27일 예정 | 제8화~제10화  | 〈주근깨〉(《바람의 검심》) 〈럭키맨의 노래〉(《떴다! 럭키맨》)                             |
| 5    | 2011년 5월 25일 예정 | 제11화~제13화 |                                                                                             |
| 6    | 2011년 6월 22일 예정 | 제14화~제16화 |                                                                                             |
| 7    | 2011년 7월 27일 예정 | 제17화~제19화 |                                                                                             |
| 8    | 2011년 8월 24일 예정 | 제20화~제22화 |                                                                                             |
| 9    | 2011년 9월 22일 예정 | 제23화~제25화 |                                                                                             |

## 비디오 드라마
점프 전문 정보 프로그램 〈사키요미쟝 BANG!〉에서 2009년 6월에 방송. 또한 2009년 7월부터 2010년 3월까지 집영사 보이스 코믹스테이션 사이트〈VOMIC〉에서 전달되었다. 각 3분 분량으로 전 4화로 구성되어 있다.
성우진
- 마시로 모리타카 - 후쿠야마 준
- 타카기 아키토 - 타치바나 신노스케
- 아즈키 미호 - 코토부키 미나코
- 마시로 노부히로 - 사카즈메 타카유키
- 아즈키 미유키 - 하라다 히토미

## 인터넷 라디오
2010년 10월 4일부터 매주 월요일에 《~바쿠만 방송국~ 라지만》이라는 이름으로 온센을 통해 인터넷 라디오가 전달되고 있다. 이전에 개시 프로그램으로서 2010년 9월 27일에 《《~바쿠만 방송국~ 라지만》IN “애니메이션 《바쿠만》 기자 발표회”》가 전달되었다.
진행자
- 아베 아츠시 (마시로 모리타카 역)
- 히노 사토시 (타카기 아키토 역)

## 영화
2015년 10월 3일에 일본에서 공개되었다. 감독은 오오네 히토시.

### 캐스트
- 마시로 모리타카 - 사토 타케루
- 타카기 아키토 - 카미키 류노스케
- 니이즈마 에이지 - 소메타니 쇼타
- 아즈마 미호 - 코마츠 나나
- 후쿠다 신다 - 키리타니 켄타
- 히라마루 카즈야 - 아라이 히로후미
- 나카이 타쿠로 - 미나가와 사루토키
- 카와구치 타로 - 쿠도 칸쿠로
- 핫토리 아키라 - 야마다 타카유키
- 사사키 - 릴리 프랭키

### 스태프
- 원작 - 오바 츠구미,
- 감독·각본 - 오오네 히토시
- 음악 - 사카낙션
- 이그제큐티브 프로듀서 - 야마우치 아키히로
- 기획·프로듀스 - 카와무라 겡키
- 배급 - 토호

## 편집자
- 제1대: 아이다 소이치 - 제1화(2008년 8월 11일) ~ 제91화[13](2010년 6월)
- 제2대: 모지 켄코 - 제92화(2010년 7월) ~ 현재[14]